# Vaivre-et-Montoille
Vaivre-et-Montoille est une commune française située en banlieue ouest de Vesoul, dans le département de la Haute-Saône, la région culturelle et historique de Franche-Comté et la région administrative Bourgogne-Franche-Comté.
Le lac de Vesoul - Vaivre, de près de 100 hectares, ainsi qu'un parc aquatique, se trouvent dans la commune.

## Géographie

### Description

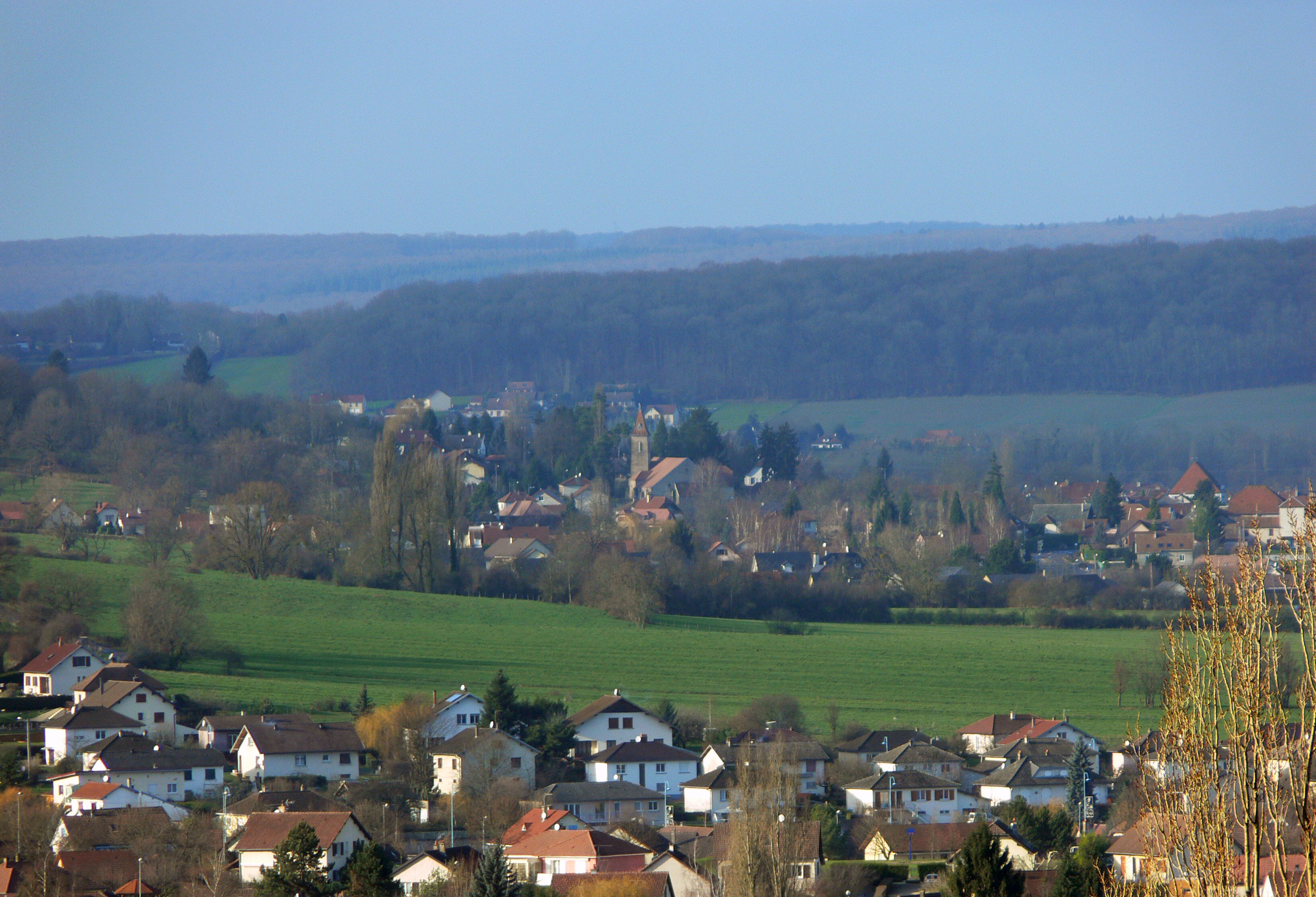
Panorama de la commune.

La commune est située à l'ouest de l'agglomération vésulienne dont elle fait partie. Sa vie économique repose en grande partie sur l'usine Peugeot implantée partiellement sur le territoire de la commune, et partiellement sur celui de Noidans-lès-Vesoul.
La commune est desservie par les lignes 3, 5 et D4 du réseau Vbus.

### Géologie
Le territoire communal repose sur le gisement de schiste bitumineux de Haute-Saône daté du Toarcien.

### Hydrographie
Situé entièrement sur la commune de Vaivre-et-Montoille, le lac de Vesoul - Vaivre, d'une superficie de 90 hectares, agrémente les loisirs de visiteurs.

### Véloroute
La Trace du Courlis (8 kilomètres) est une véloroute qui relie Vaivre-et-Montoille à Chemilly

### Climat
Pour des articles plus généraux, voir Climat de la Bourgogne-Franche-Comté et Climat de la Haute-Saône.
En 2010, le climat de la commune est de type climat de montagne, selon une étude du Centre national de la recherche scientifique s'appuyant sur une série de données couvrant la période 1971-2000. En 2020, Météo-France publie une typologie des climats de la France métropolitaine dans laquelle la commune est exposée à un climat semi-continental et est dans la région climatique  Lorraine, plateau de Langres, Morvan, caractérisée par un hiver rude (1,5 °C), des vents modérés et des brouillards fréquents en automne et hiver. 
Pour la période 1971-2000, la température annuelle moyenne est de 10,4 °C, avec une amplitude thermique annuelle de 17,2 °C. Le cumul annuel moyen de précipitations est de 1 038 mm, avec 13 jours de précipitations en janvier et 9,4 jours en juillet. Pour la période 1991-2020, la température moyenne annuelle observée sur la station météorologique de Météo-France la plus proche, « Vesoul Ville », sur la commune de Vesoul à 4 km à vol d'oiseau, est de 11,5 °C et le cumul annuel moyen de précipitations est de 1 007,7 mm. 
La température maximale relevée sur cette station est de 40,5 °C, atteinte le 25 juillet 2019 ; la température minimale est de −22,2 °C, atteinte le 16 janvier 1966,,. 
| Mois                                  | jan.             | fév.             | mars             | avril         | mai             | juin           | jui.           | août           | sep.            | oct.            | nov.           | déc.           | année      |
| ------------------------------------- | ---------------- | ---------------- | ---------------- | ------------- | --------------- | -------------- | -------------- | -------------- | --------------- | --------------- | -------------- | -------------- | ---------- |
| Température minimale moyenne (°C)     | −0,4             | −0,5             | 1,8              | 4,4           | 8,5             | 12,1           | 14             | 13,7           | 9,9             | 7               | 3              | 0,3            | 6,2        |
| Température moyenne (°C)              | 2,9              | 3,9              | 7,5              | 10,8          | 14,9            | 18,6           | 20,6           | 20,3           | 16,1            | 12              | 6,8            | 3,6            | 11,5       |
| Température maximale moyenne (°C)     | 6,3              | 8,3              | 13,1             | 17,3          | 21,2            | 25             | 27,2           | 26,9           | 22,2            | 16,9            | 10,6           | 6,8            | 16,8       |
| Record de froid (°C) date du record   | −22,2 16.01.1966 | −18,5 26.02.1986 | −15,5 06.03.1971 | −7 08.04.03   | −2,9 01.05.1962 | 0,5 03.06.1962 | 2,8 01.07.1960 | 2,5 30.08.1998 | −1,2 26.09.1972 | −6 29.10.12     | −10,5 30.11.10 | −18,5 20.12.09 | −22,2 1966 |
| Record de chaleur (°C) date du record | 18,9 01.01.23    | 23 27.02.19      | 26,5 30.03.1989  | 29,5 21.04.18 | 33,5 29.05.05   | 38,5 26.06.19  | 40,5 25.07.19  | 40,5 12.08.03  | 34,5 09.09.1898 | 29,5 03.10.1985 | 25 02.11.1899  | 20 16.12.1989  | 40,5 2019  |
| Précipitations (mm)                   | 80,9             | 71,9             | 69,7             | 68,5          | 98,1            | 85             | 83,9           | 80,1           | 80,6            | 94,7            | 96,8           | 97,5           | 1 007,7    |

| Diagramme climatique                                  |             |             |             |             |          |            |              |             |           |           |            |
| J                                                     | F           | M           | A           | M           | J        | J          | A            | S           | O         | N         | D          |
| 6,3−0,480,9                                           | 8,3−0,571,9 | 13,11,869,7 | 17,34,468,5 | 21,28,598,1 | 2512,185 | 27,21483,9 | 26,913,780,1 | 22,29,980,6 | 16,9794,7 | 10,6396,8 | 6,80,397,5 |
| Moyennes : • Temp. maxi et mini °C • Précipitation mm |             |             |             |             |          |            |              |             |           |           |            |

Les paramètres climatiques de la commune ont été estimés pour le milieu du siècle (2041-2070) selon différents scénarios d'émission de gaz à effet de serre à partir des nouvelles projections climatiques de référence DRIAS-2020. Ils sont consultables sur un site dédié publié par Météo-France en novembre 2022.

## Urbanisme

### Typologie
Au 1er janvier 2024, Vaivre-et-Montoille est catégorisée ceinture urbaine, selon la nouvelle grille communale de densité à sept niveaux définie par l'Insee en 2022.
Elle appartient à l'unité urbaine de Vesoul, une agglomération intra-départementale regroupant huit  communes, dont elle est une commune de la banlieue,,. Par ailleurs la commune fait partie de l'aire d'attraction de Vesoul, dont elle est une commune de la couronne,. Cette aire, qui regroupe 158 communes, est catégorisée dans les aires de 50 000 à moins de 200 000 habitants,.

### Occupation des sols
L'occupation des sols de la commune, telle qu'elle ressort de la base de données européenne d’occupation biophysique des sols Corine Land Cover (CLC), est marquée par l'importance des territoires agricoles (43,5 % en 2018), en diminution par rapport à 1990 (47,2 %). La répartition détaillée en 2018 est la suivante : 
prairies (34,7 %), zones urbanisées (19,2 %), eaux continentales (11,9 %), forêts (10,6 %), zones industrielles ou commerciales et réseaux de communication (6,6 %), espaces verts artificialisés, non agricoles (6,3 %), terres arables (4,8 %), zones agricoles hétérogènes (4,1 %), mines, décharges et chantiers (1,9 %). L'évolution de l’occupation des sols de la commune et de ses infrastructures peut être observée sur les différentes représentations cartographiques du territoire : la carte de Cassini (XVIIIe siècle), la carte d'état-major (1820-1866) et les cartes ou photos aériennes de l'IGN pour la période actuelle (1950 à aujourd'hui).

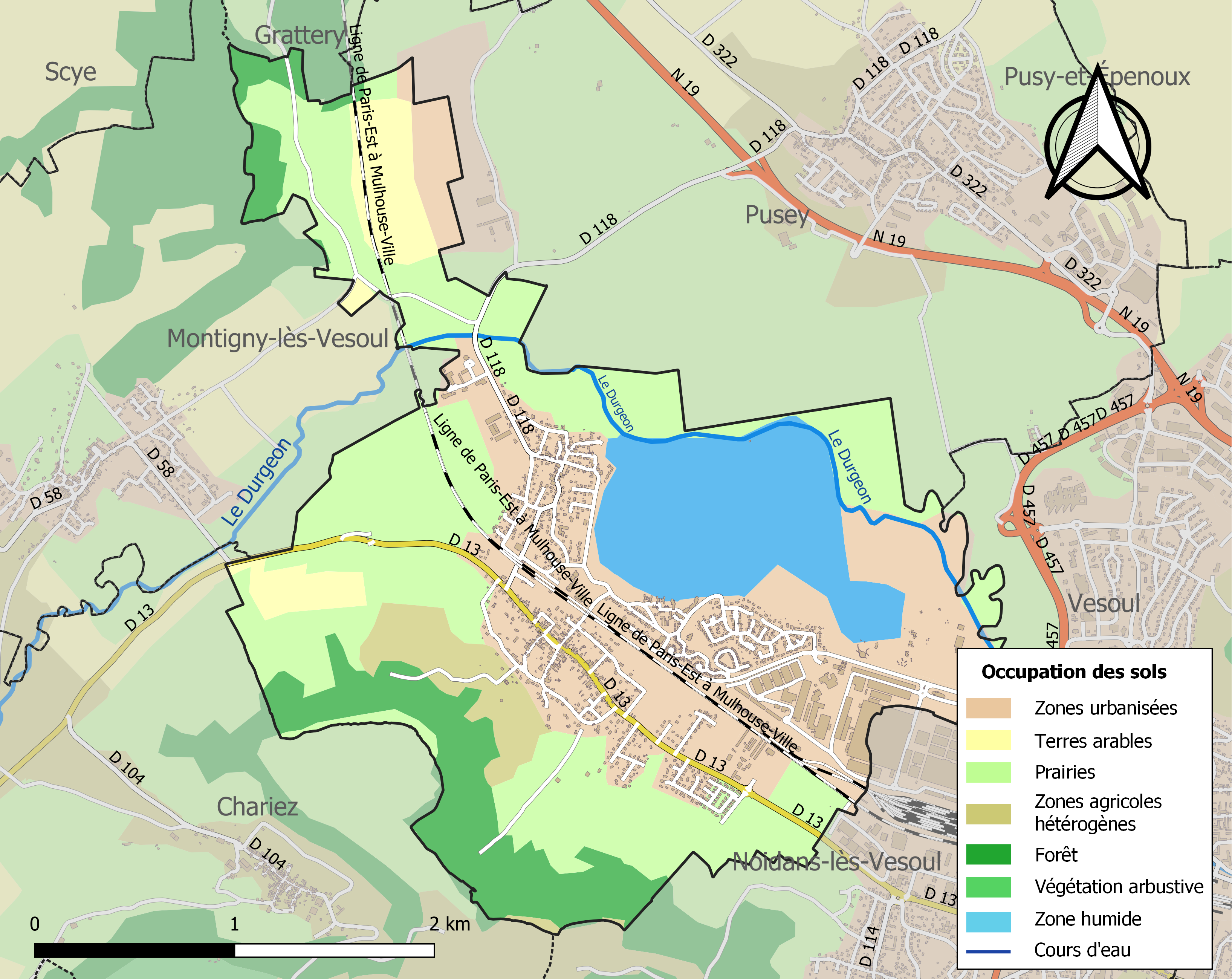
Carte des infrastructures et de l'occupation des sols de la commune en 2018 (CLC).

## Histoire
Jusqu'au XVIIe siècle, Vaivre était une terre domaniale des comtes de Bourgogne. Le roi de France qui leur succéda en 1674 était le seul supérieur justicier. 
En 1748, Claude Odo Guillemin devient seigneur de Vaivre. Son fils Jean-Baptiste Guillemin de Vaivre (1736-1818) est intendant de Saint-Domingue et termine sa carrière à la Cour des comptes.
Montoille, constituée commune en 1790 a été réunie à celle de Vaivre par le décret du 6 janvier 1807. La commune de Montoille comptait 205 habitants en 1790, 201 en 1800 et 209 en 1806.

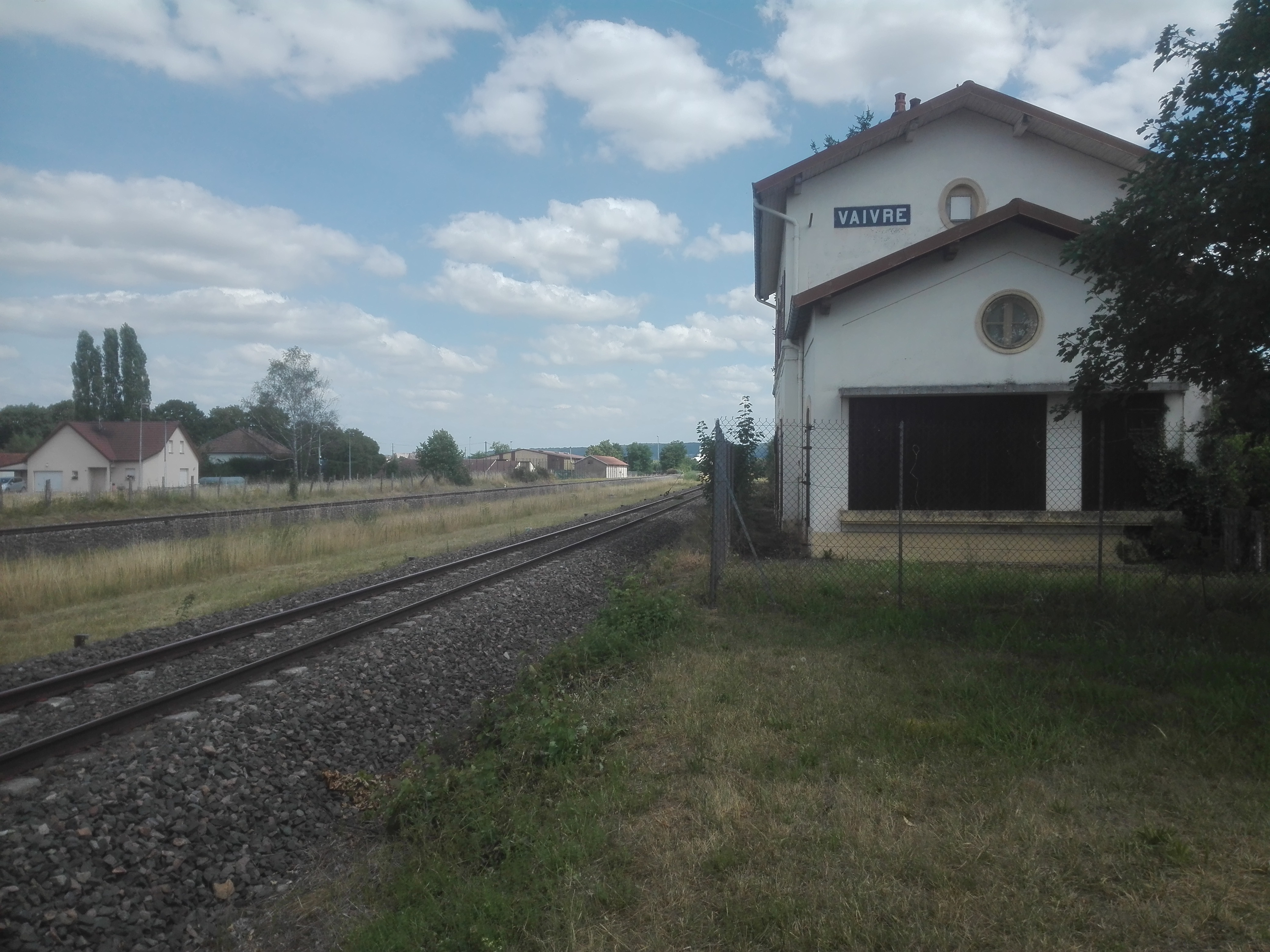
L'ancienne gare en 2019.

La commune disposait de la gare de Vaivre sur la ligne de Paris-Est à Mulhouse-Ville, désormais fermée au service ferroviaire. La gare était l'origine de la ligne de Vaivre à Gray mise en service en 1853 par la compagnie des chemins de fer de l'Est et fermée au service des voyageurs en 1970. Elle est désormais entièrement fermée à l'exploitation ferroviaire depuis octobre 2018
Vaivre et Montoille était comme bien d'autres villages habités par des cultivateurs. On a observé son changement vers les années 1960 lors de l'installation des premières usines à Vesoul.
En 1967, le maire de l'époque, Pierre Bonnet, répondant à une demande de l'État, propose la création d'un lac artificiel support d'une base de loisirs. Après près de 15 années de concertation et de débats, l'acquisition de 384 propriétés et le déplacement d'un million de mètres cubes de terres et roches, le lac est mis en eau en moins de deux jours grâce à la zone marécageuse du Durgeon et à la fonte des neiges,.

## Politique et administration

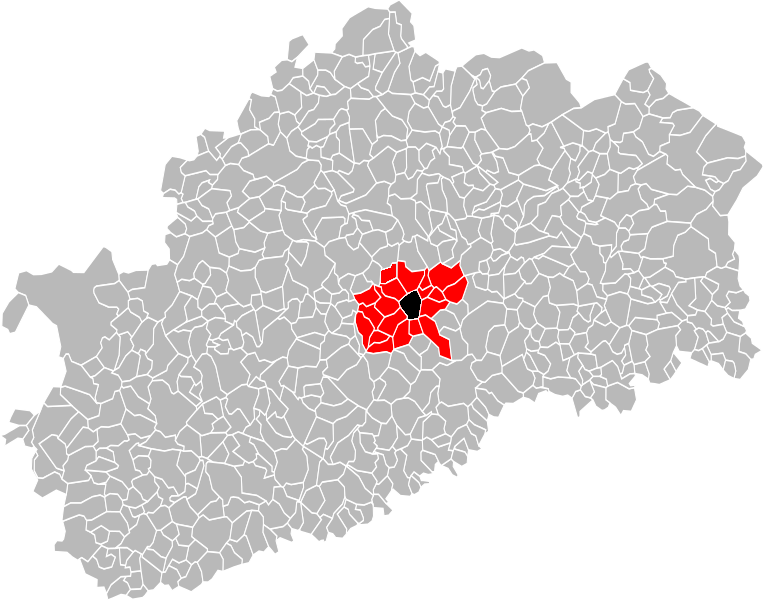
Carte départementale montrant en rouge les communes de la communauté d'agglomération de Vesoul.

### Rattachements administratifs et électoraux
La commune fait partie de l'arrondissement de Vesoul du département de la Haute-Saône, en région Bourgogne-Franche-Comté. Pour l'élection des députés, elle dépend de la première circonscription de la Haute-Saône.
Elle faisait partie depuis 1793 du canton de Vesoul. Celui-ci est scindé en 1973 et la commune intègre le canton de Vesoul-Ouest. Dans le cadre du redécoupage cantonal de 2014 en France, la commune fait désormais partie du canton de Vesoul-1.

### Intercommunalité
La commune  fait partie depuis 1969 du District urbain de Vesoul, transformé en 2001  en communauté de communes de l'agglomération de Vesoul, puis en 2012 la communauté d'agglomération de Vesoul, appartenant elle-même au pays de Vesoul et du Val de Saône.

### Conseil Municipal des Jeunes
Depuis Octobre 2021, la commune possède un Conseil Municipal des Jeunes (C.M.J), à la suite de l'élection du 09 Octobre 2021, c'est Enzo Figueira (lycéen)  qui a été élu Président pour 2ans. Le CMJ est composé de 11 jeunes de la commune. 

### Liste des maires
| Période      | Période                      | Identité      | Étiquette | Qualité                                                                                            |
| ------------ | ---------------------------- | ------------- | --------- | -------------------------------------------------------------------------------------------------- |
|              | 1965                         | M. Bonnet     |           | |
| 1965         | juin 1995                    | Pierre Bonnet | SE        | Fils du précédent                                                                                  |
| juin 1995    | 1er avril 2017               | Pierre Lortet | SE        | Directeur commercial retraité Vice-président de la CA de Vesoul (2014 → 2017) Décédé en fonction   |
| 23 juin 2017 | En cours (au 9 juillet 2020) | Nadine Munier | SE        | Contrôleuse de gestion Vice-présidente de la CA de Vesoul (2017 → ) Réélu pour le mandat 2020-2026 |

## Population et société

### Démographie
L'évolution du nombre d'habitants est connue à travers les recensements de la population effectués dans la commune depuis 1793. Pour les communes de moins de 10 000 habitants, une enquête de recensement portant sur toute la population est réalisée tous les cinq ans, les populations de référence des années intermédiaires étant quant à elles estimées par interpolation ou extrapolation. Pour la commune, le premier recensement exhaustif entrant dans le cadre du nouveau dispositif a été réalisé en 2004.

En 2022, la commune comptait 2 436 habitants, en évolution de +0,79 % par rapport à 2016 (Haute-Saône : −1,4 %, France hors Mayotte : +2,11 %).
| 1793 | 1800 | 1806 | 1821 | 1831 | 1836 | 1841 | 1846 | 1851 |
| ---- | ---- | ---- | ---- | ---- | ---- | ---- | ---- | ---- |
| 754  | 511  | 572  | 711  | 658  | 712  | 673  | 674  | 677  |

| 1856 | 1861 | 1866 | 1872 | 1876 | 1881 | 1886 | 1891 | 1896 |
| ---- | ---- | ---- | ---- | ---- | ---- | ---- | ---- | ---- |
| 666  | 637  | 647  | 650  | 588  | 605  | 571  | 556  | 552  |

| 1901 | 1906 | 1911 | 1921 | 1926 | 1931 | 1936 | 1946 | 1954 |
| ---- | ---- | ---- | ---- | ---- | ---- | ---- | ---- | ---- |
| 546  | 540  | 501  | 544  | 528  | 571  | 517  | 451  | 533  |

| 1962 | 1968 | 1975 | 1982  | 1990  | 1999  | 2004  | 2006  | 2009  |
| ---- | ---- | ---- | ----- | ----- | ----- | ----- | ----- | ----- |
| 560  | 604  | 747  | 1 854 | 2 469 | 2 691 | 2 461 | 2 350 | 2 310 |

| 2014  | 2019  | 2022  | - | - | - | - | - | - |
| ----- | ----- | ----- | - | - | - | - | - | - |
| 2 406 | 2 418 | 2 436 | - | - | - | - | - | - |

### Enseignement
La commune dispose de deux écoles :
- une école maternelle (Les Mésanges) ;
- une école élémentaire (Les Goélands).

### Santé
L'hôpital le plus proche est le centre hospitalier de Vesoul.

### Organismes
Vaivre-et-Montoille est le siège de l'association départementale de protection civile de la Haute-Saône.

## Économie
Vaivre-et-Montoille est une banlieue résidentielle de Vesoul, où travaillent de nombreux habitants. L'usine PSA de Vesoul, un des principaux employeurs, est en partie située sur le territoire de la commune.
La commune accueillait autrefois la plus grande boîte de nuit du département, Manouchka.
Le silo d'Agrival implanté le long de la voie ferrée, est le plus grand silo à céréales du département.

## Culture locale et patrimoine

### Monuments

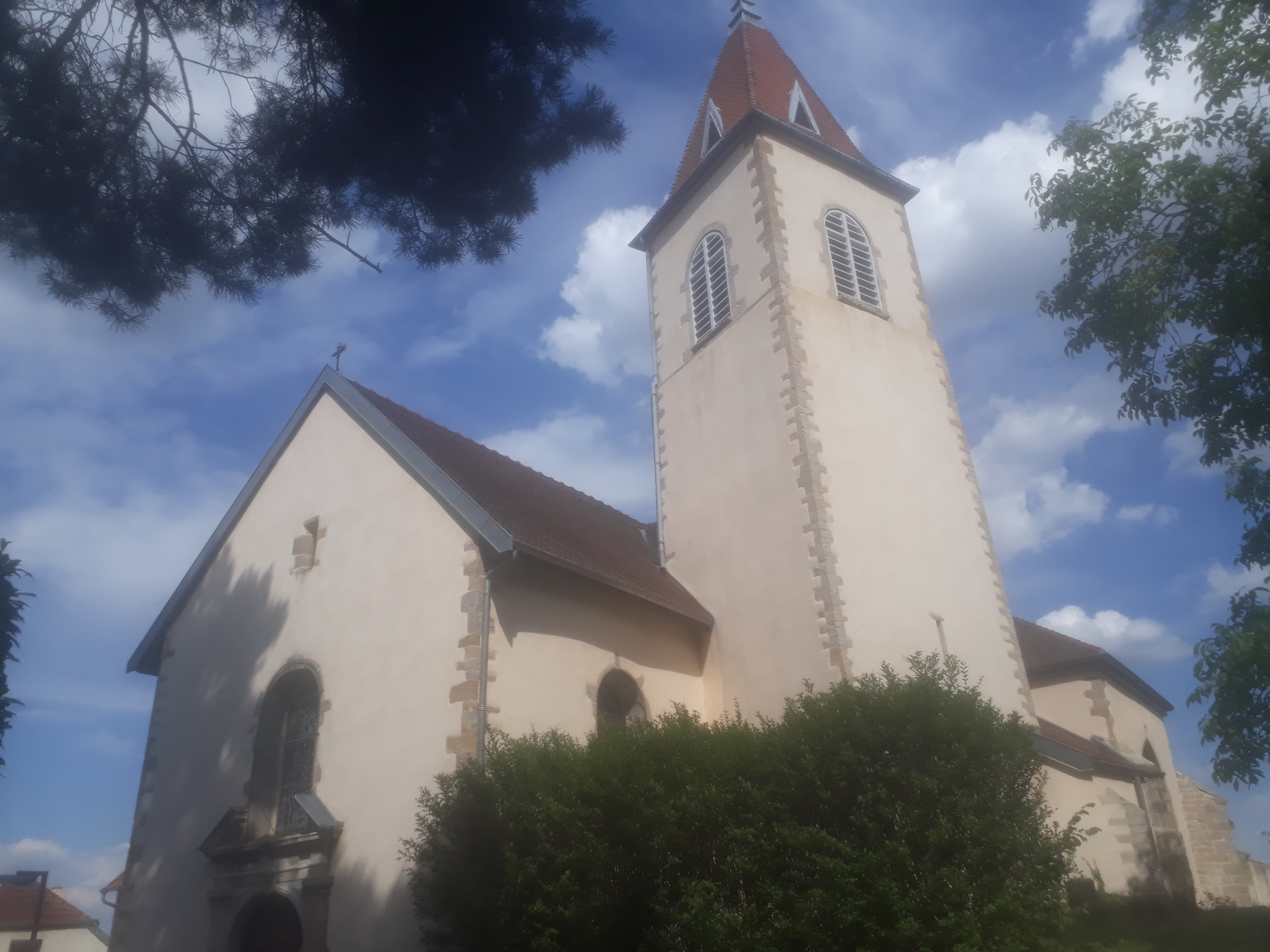
Eglise Saint-Christophe de Vaivre-et-Montoille

- La mairie, belle et vaste maison du XVIIIe siècle, occupe l'ancienne maison des Seguin de Jallerange depuis 1844.
- L'église Saint-Christophe fut reconstruite entre 1738 et 1771, sauf le chœur du XIIe siècle, et la chapelle latérale du XVIe prolongée au XVIIIe siècle.
- Plusieurs autres maisons, datant du XVIIe siècle.
- La croix de 1633 de Vaivre-et-Montoille.
- La croix de 1732 de Vaivre-et-Montoille.

### Sites touristiques
- Le lac de Vesoul - Vaivre, situé en totalité sur la commune, est un site de loisirs, de voile et de pêche apprécié des touristes et des habitants de la Haute-Saône et qui accueille 200 espèces d'oiseaux recensés[2]
- Le Ludolac est un vaste parc aquatique situé sur le territoire de Vaivre-et-Montoille. D'une superficie de 28 000 m2, il s'agit du deuxième plus vaste parc aquatique de la région Franche-Comté et du Grand Est de la France[32],[33]. Ouvert le 19 juillet 1999[34], le Ludolac est situé avenue des Rives-du-Lac[35]. Le parc se trouve dans une zone naturelle, à proximité du lac de Vesoul - Vaivre[36],[37],[38]. Il ouvre ses portes tous les étés, généralement de mi-juin à début septembre[39]. Le Ludolac est constitué de nombreuses attractions aquatiques[40]. On compte cinq bassins totalisant une surface de 1 370 m2, pour un volume total d'eau de 1 538 m3[37].

- Le vélo-rail de Vesoul-Vaivre, le seul du département[41], qui se développe sur 5 km environ le long de la véloroute du Courlis, sur la plate-forme de l'ancienne ligne de Vaivre à Gray[42].

Galerie

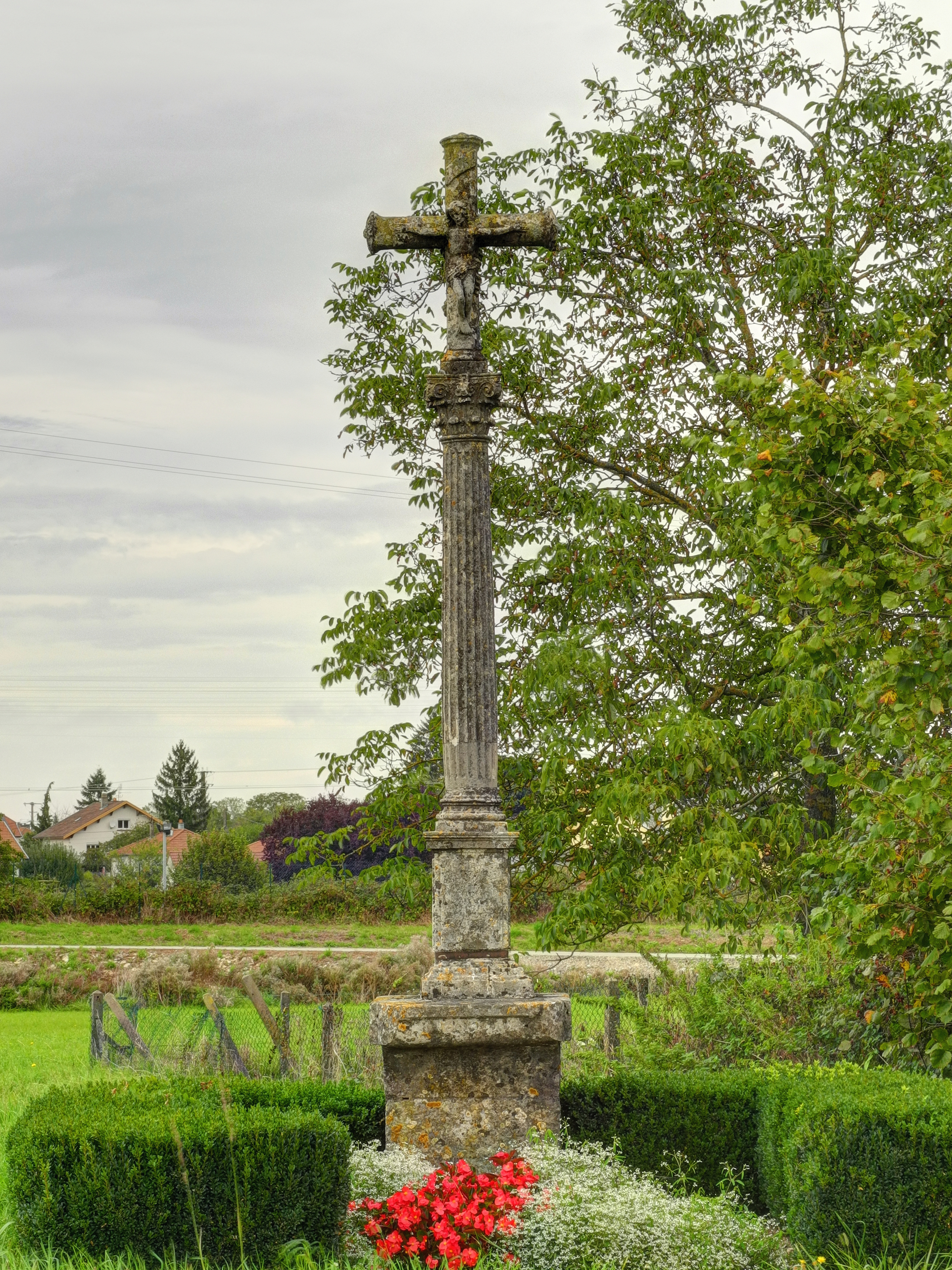
Croix.
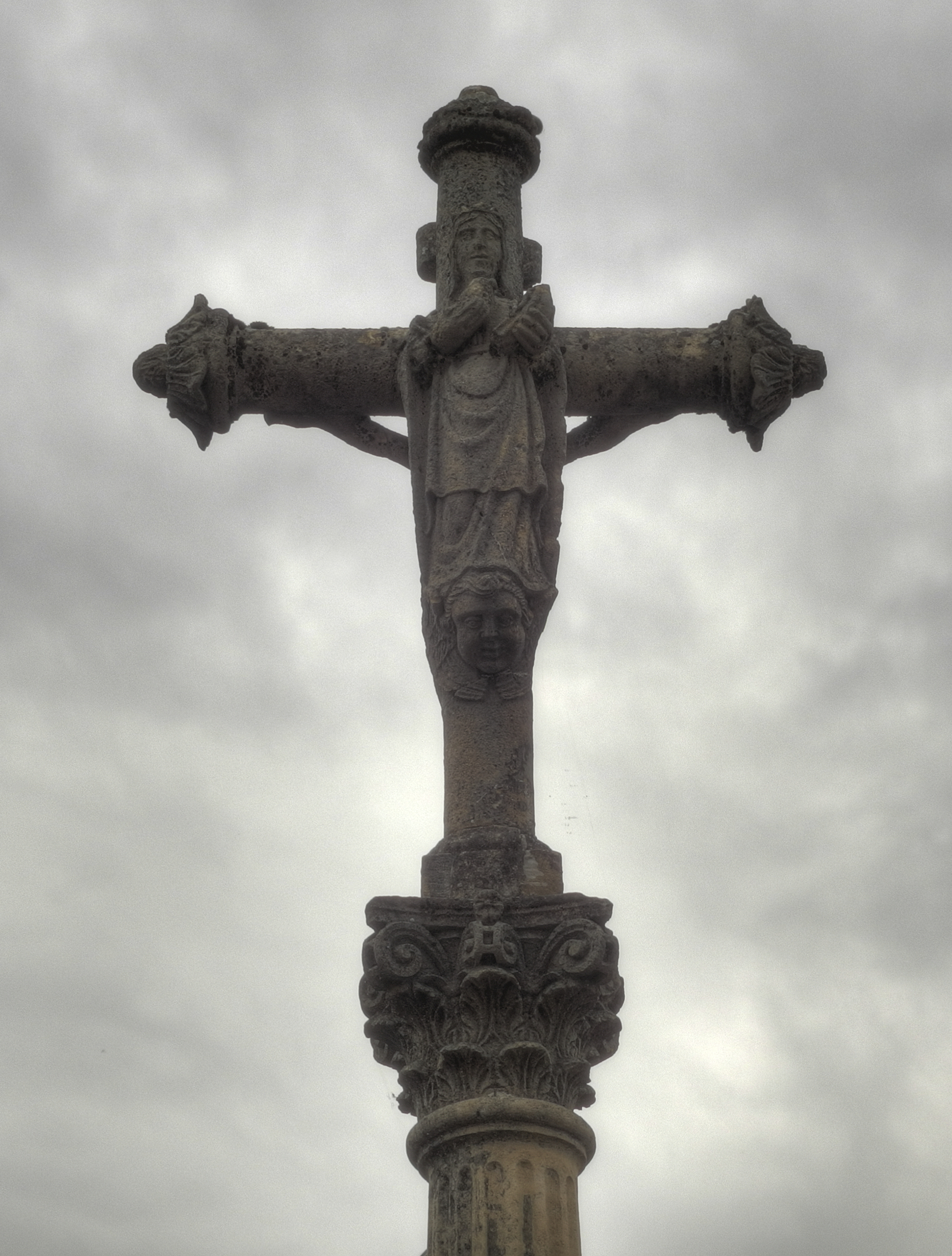
Croix.
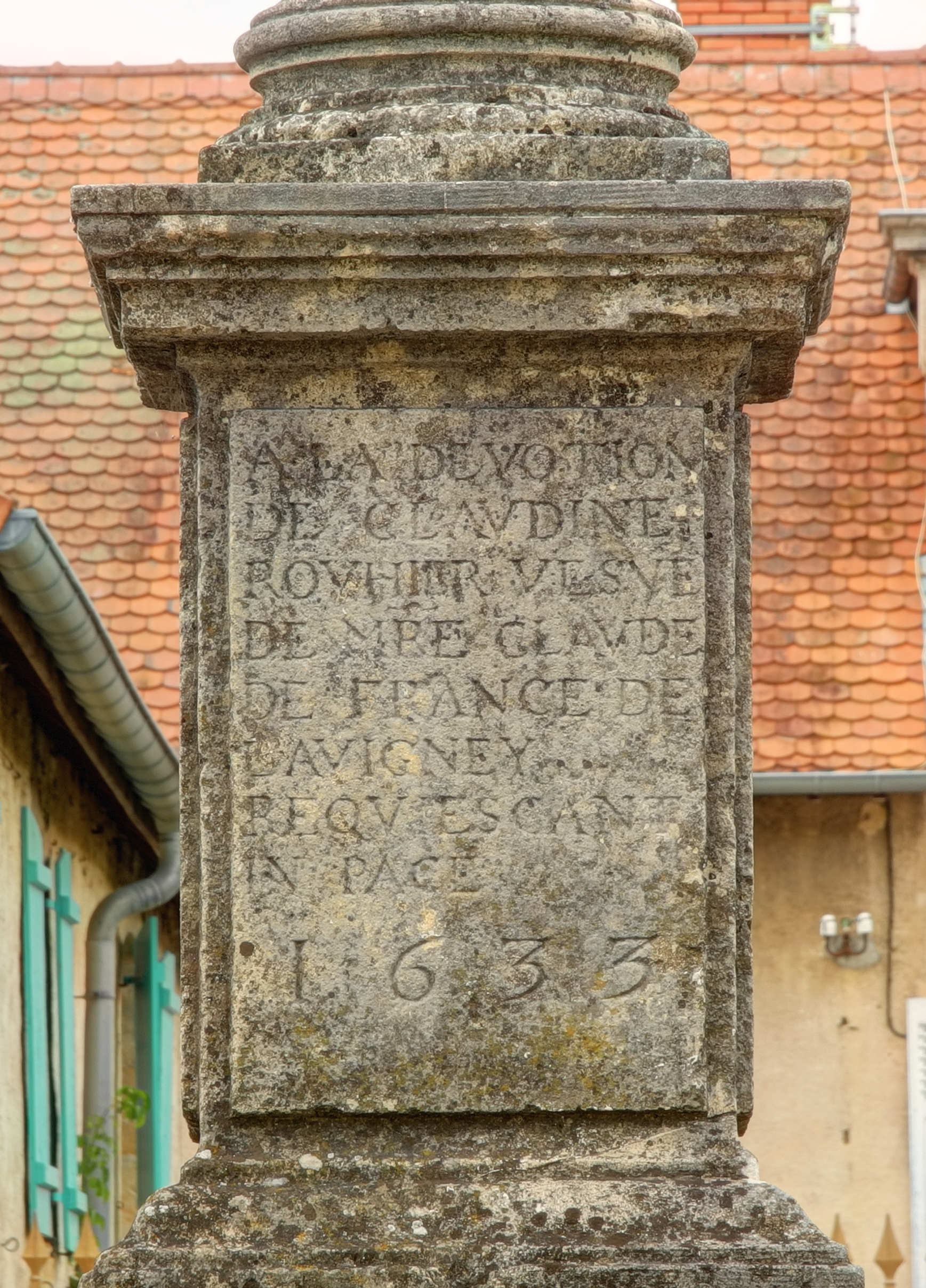
Croix.

### Personnalités liées à la commune
- Jean-Baptiste Guillemin de Vaivre (1736-1818), seigneur de Vaivre.
- Philippe Charles François Seguin (1741-1812), député, est décédé à Vaivre-et-Montoille.
- Mickaël Ravaux (1979-), footballeur professionnel, a grandi à Vaivre-et-Montoille et a joué au club de football de la commune de 1985 à 1993.
- Paul Nardi (1994-), footballeur professionnel, a grandi à Vaivre-et-Montoille et a joué au club de football de la commune de 2000 à 2003.
- Soline Lamboley (1996-), coureuse cycliste, a grandi à Vaivre-et-Montoille.
- Candice Denizot, triathlete ayant grandi dans la commune

### Héraldique
|  | Les armes de la commune se blasonnent ainsi : D’azur au sautoir de sable chargé de huit losanges d’or, à la filière aussi de sable. Ces armoiries ne respectent pas les règles du blason, puisqu'elles superposent deux couleurs. Elles reprennent, de manière erronée, les armes de la famille de Vaivre, qui portait d'argent au sautoir de sable chargé de huit losanges d’or |